# مارغريتا مأمون
مارغريتا مامون (الروسية: Маргарита Мамун ؛ من مواليد 1 نوفمبر 1995) هي لاعبة جمباز إيقاعية روسية، من أصل بنجلاديشي روسي، حصلت على الميدالية الذهبية في دورة الألعاب الأولمبية الصيفية 2016 في حدث الجمباز الإيقاعي الفردي الشامل، وحصلت على الميدالية الفضية العالمية مرتين عامي (2015 ، 2014)، والميدالية الفضية في دورة الألعاب الأوروبية 2015، والميدالية الفضية في بطولة أوروبا عام 2016 ، بطل الجمباز الشامل في نهائي الجائزة الكبرى ثلاث مرات أعوام (2013، 2014 ،2015) وبطل وطنية في الجمباز الشامل لثلاث مرات أعوام (2011-2013).